# LA Tennis Open 2009
Il LA Tennis Open 2009 (conosciuto anche come LA Tennis Open presented by Farmers Insurance Group per motivi di sponsorizzazione) è stato un torneo maschile professionistico di tennis giocato sul cemento.
È stata la 83ª edizione del Los Angeles Open, conosciuto in precedenza come Pacific Southwest Championships, che quell'anno ha preso il nome LA Tennis Open e faceva parte della categoria ATP World Tour 250 series nell'ambito dell'ATP World Tour 2009.
Si è svolto al Los Angeles Tennis Center dell'UCLA a Los Angeles, negli Stati Uniti, dal 27 luglio al 2 agosto 2009. 
Il LA Tennis Open è stato il 2° evento delle US Open Series 2009.

## Partecipanti

### Teste di serie
| Giocatore        | Nazionalità | Ranking* | Testa di serie |
| ---------------- | ----------- | -------- | -------------- |
| Tommy Haas       | Germania    | 20       | 1              |
| Mardy Fish       | Stati Uniti | 22       | 2              |
| Dmitrij Tursunov | Russia      | 27       | 3              |
| Dudi Sela        | Israele     | 29       | 4              |
| Igor' Kunicyn    | Russia      | 36       | 5              |
| Sam Querrey      | Stati Uniti | 37       | 6              |
| Benjamin Becker  | Germania    | 45       | 7              |
| Marat Safin      | Russia      | 54       | 8              |

- Ranking al 20 luglio 2009.

### Altri partecipanti
Giocatori che hanno ricevuto una Wild card:
- Taylor Dent
- Jesse Levine
- Chris Guccione

Giocatori che hanno ricevuto una special extected:
- Robby Ginepri
- Frank Dancevic

Giocatori passati dalle qualificazioni:

- Josselin Ouanna
- Carsten Ball
- Ryan Sweeting
- Somdev Devvarman

## Campioni

### Singolare
Sam Querrey ha battuto in finale  Carsten Ball con il punteggio di 6–4, 3–6, 6–1

### Doppio
Bob Bryan /  Mike Bryan hanno battuto in finale  Benjamin Becker /  Frank Moser con il punteggio di 6–4, 7–6(2)